# Begonia insularis
Espèce
Begonia insularis est une espèce de plantes de la famille des Begoniaceae. Ce bégonia est originaire du Brésil. L'espèce fait partie de la section Pritzelia. Elle a été décrite en 1957 par Alexander Curt Brade (1881-1971). L'épithète spécifique insularis signifie « insulaire ».

## Description

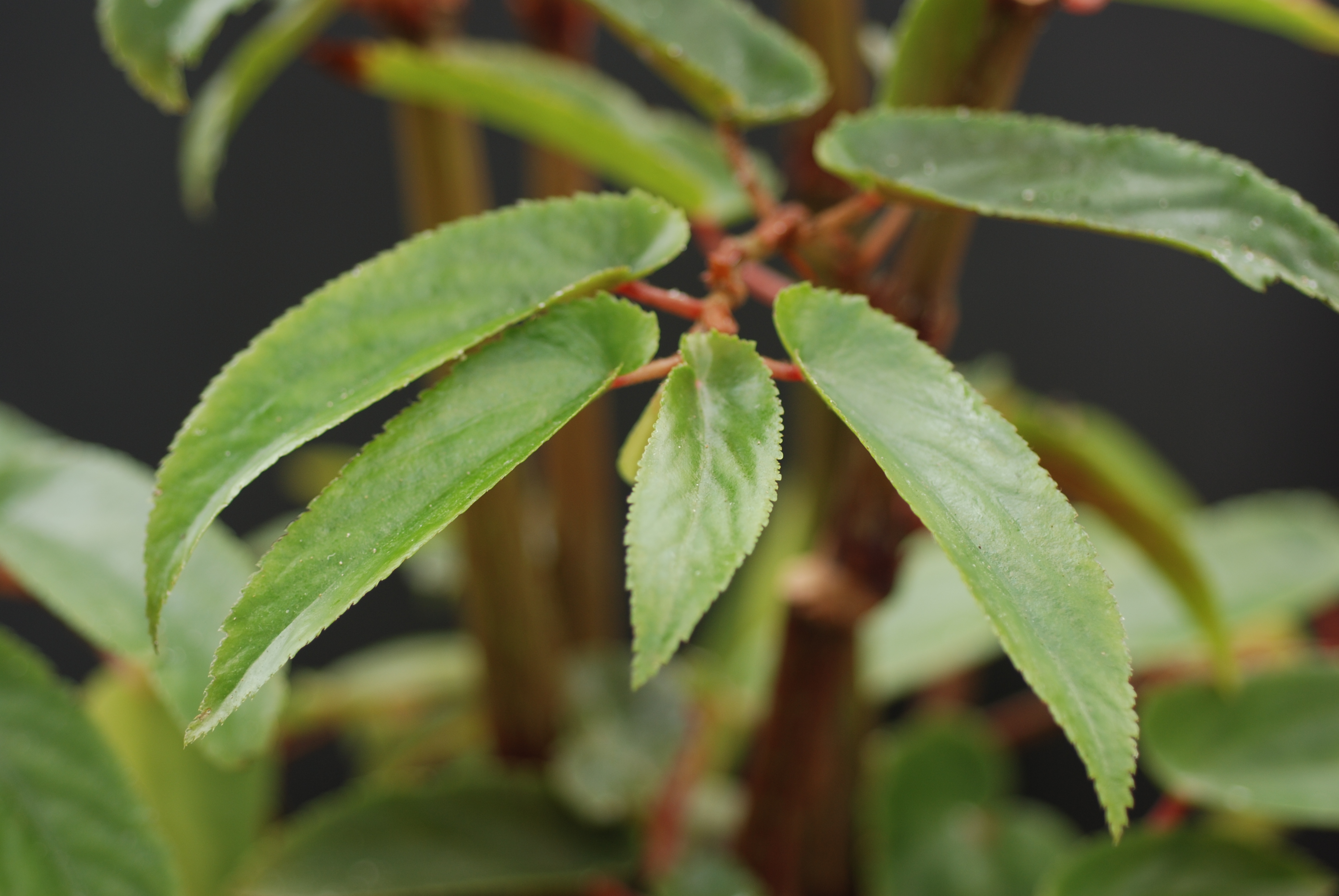
Feuillage
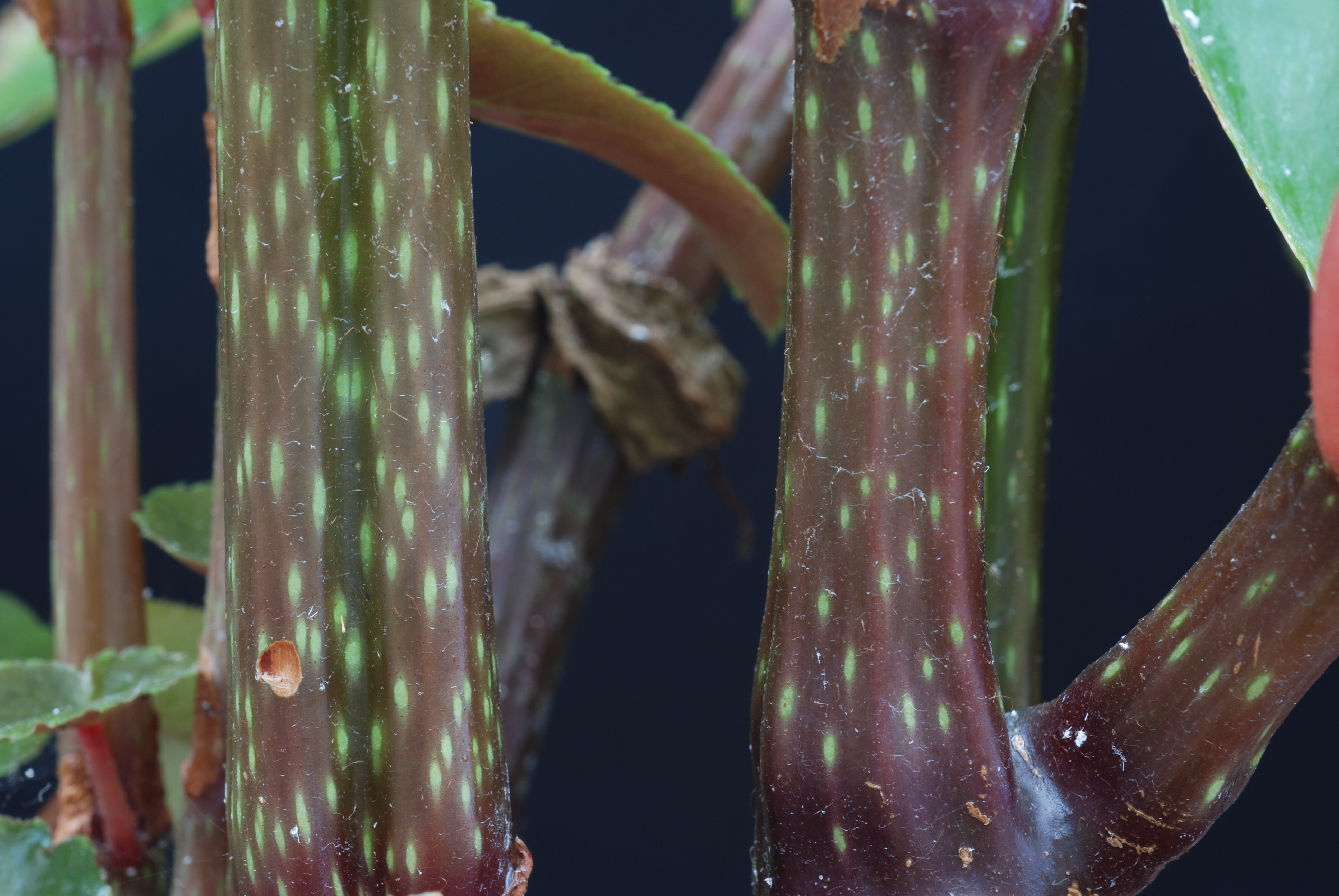
Tiges
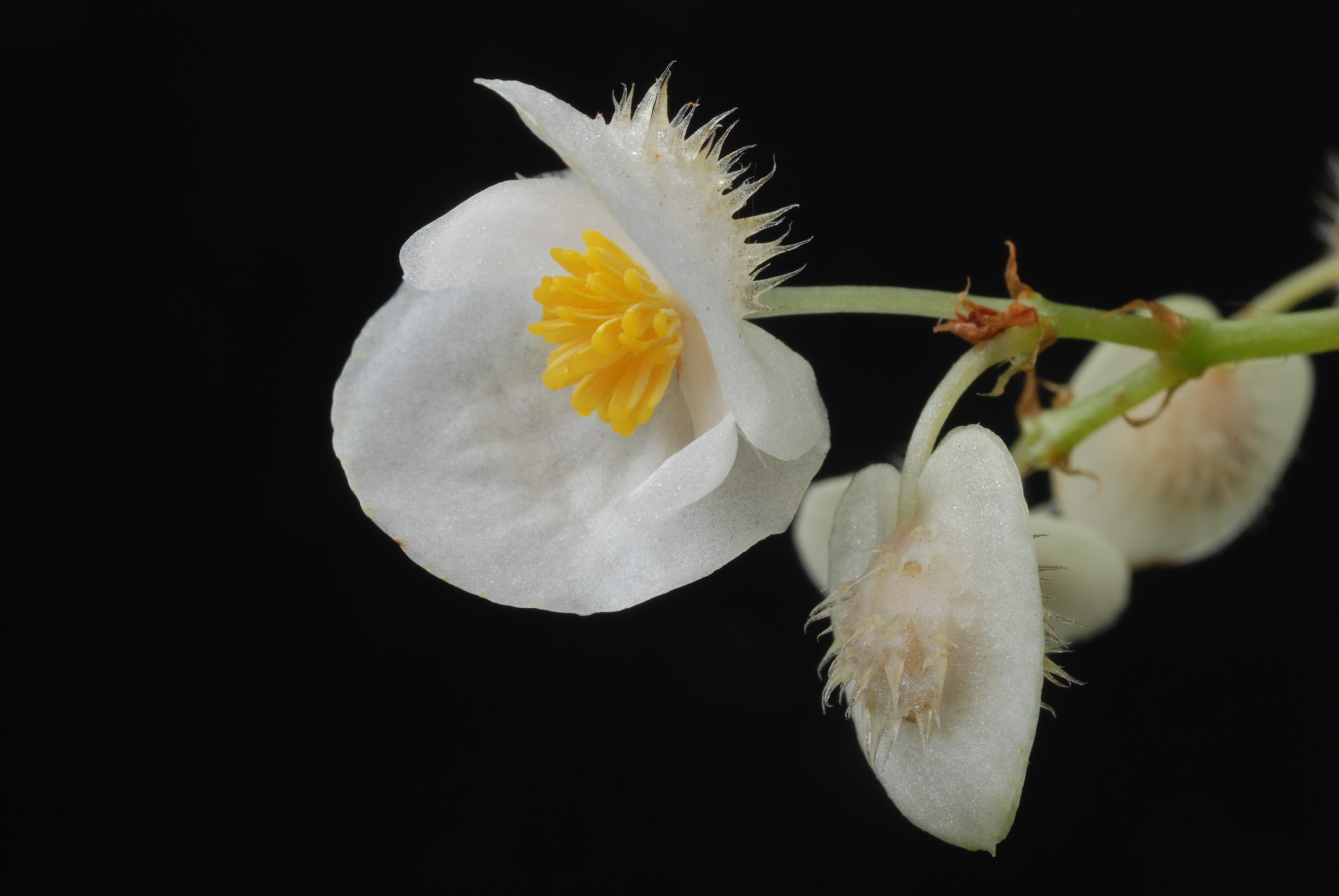
Inflorescence mâle
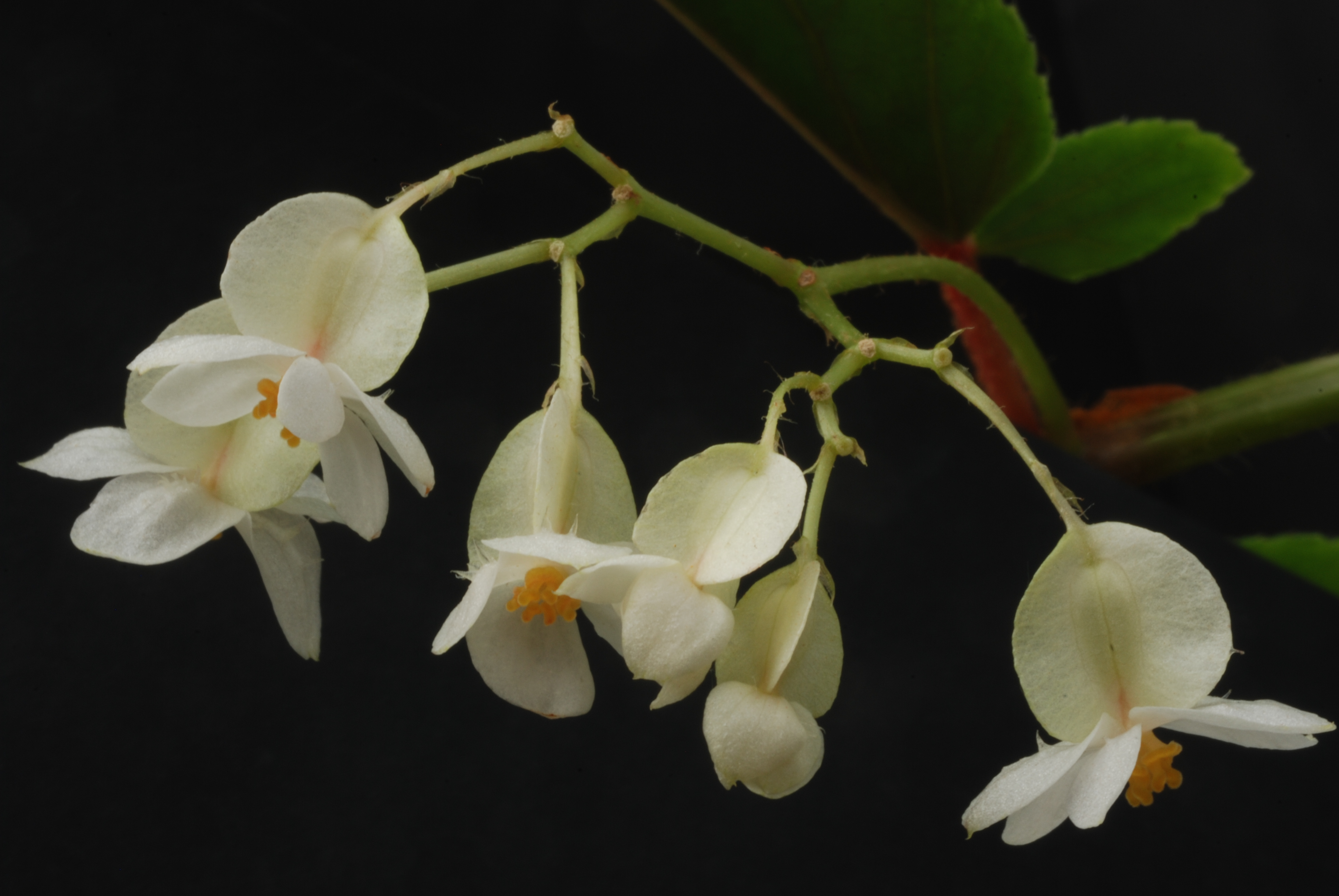
Inflorescence femelle

## Répartition géographique
Cette espèce est originaire du pays suivant : Brésil.